# Frederik Christian Petersen
Frederik Christian Petersen, född den 9 december 1786, död den 20 oktober 1859, var en dansk filolog.
Petersen tog teologisk examen 1811 och filosofie doktorsgrad 1814 samt blev professor i filologi 1818 och föreståndare för Regensen 1829. Petersen var 1829-42 redaktör av "Maanedsskrift for litteratur" och dess fortsättning "Tidsskrift for litteratur og kritik". Hans Almindelig indledning til archæologiens studium utkom 1825 och Haandbog i den græske litteraturs historie 1830.

## Utmärkelser
- Riddare av Dannebrogorden,  1840[3]
- Dannebrogsmännens hederstecken,  1854[3]

[Redigera Wikidata]